# Svaleurt
Svaleurt (Chelidonium majus) er en flerårig, 30-60 centimeter høj plante i valmue-familien. Arten er udbredt i Europa og Asien. Den vokser på kvælstofrig bund. Blomsterne er gule. Planten indeholder en giftig, orange mælkesaft.
Svaleurt er en gammel lægeplante, der har været anvendt mod øjensygdomme. Den ætsende mælkesaft har været brugt som husråd mod vorter.

## Forekomst i Danmark
I Danmark er Svaleurt ikke oprindeligt vildtvoksende, men er blevet spredt af munke. Den er nu almindelig omkring bebyggelse og kan også stadig findes omkring ruiner af middelalderlige klostre og borge. Den blomstrer her mellem maj og juli.